# Vrahožily
Vrahožily (německy Franschile) je malá vesnice, část obce Rtyně nad Bílinou v okrese Teplice. Nachází se asi 1,5 km na východ od Rtyně nad Bílinou. V roce 2009 zde bylo evidováno 20 adres. V roce 2011 zde trvale žilo 35 obyvatel.
Vrahožily leží v katastrálním území Rtyně nad Bílinou o výměře 2,89 km2.

## Historie
Nejstarší písemná zmínka pochází z roku 1532.

## Obyvatelstvo
|                                                                            | 1869 | 1880 | 1890 | 1900 | 1910 | 1921 | 1930 | 1950 | 1961 | 1970 | 1980 | 1991 | 2001 | 2011 |
| -------------------------------------------------------------------------- | ---- | ---- | ---- | ---- | ---- | ---- | ---- | ---- | ---- | ---- | ---- | ---- | ---- | ---- |
| Obyvatelé                                                                  | 122  | 143  | 98   | 113  | 133  | 131  | 135  | 61   | 59   | 51   | 41   | 40   | 32   | 35   |
| Domy                                                                       | 21   | 25   | 24   | 23   | 23   | 23   | 26   | 10   | .    | 15   | 13   | 11   | 13   | 16   |
| Počet domů z roku 1961 je zahrnut v domech místní části Rtyně nad Bílinou. |      |      |      |      |      |      |      |      |      |      |      |      |      |      |

## Pamětihodnosti
- Kaple svatého Antonína z roku 1924 na návsi.[7]
- Hrad Paradis, archeologické stopy na vrchu Chotyně (273 m n. m.) západně od vesnice.

## Galerie

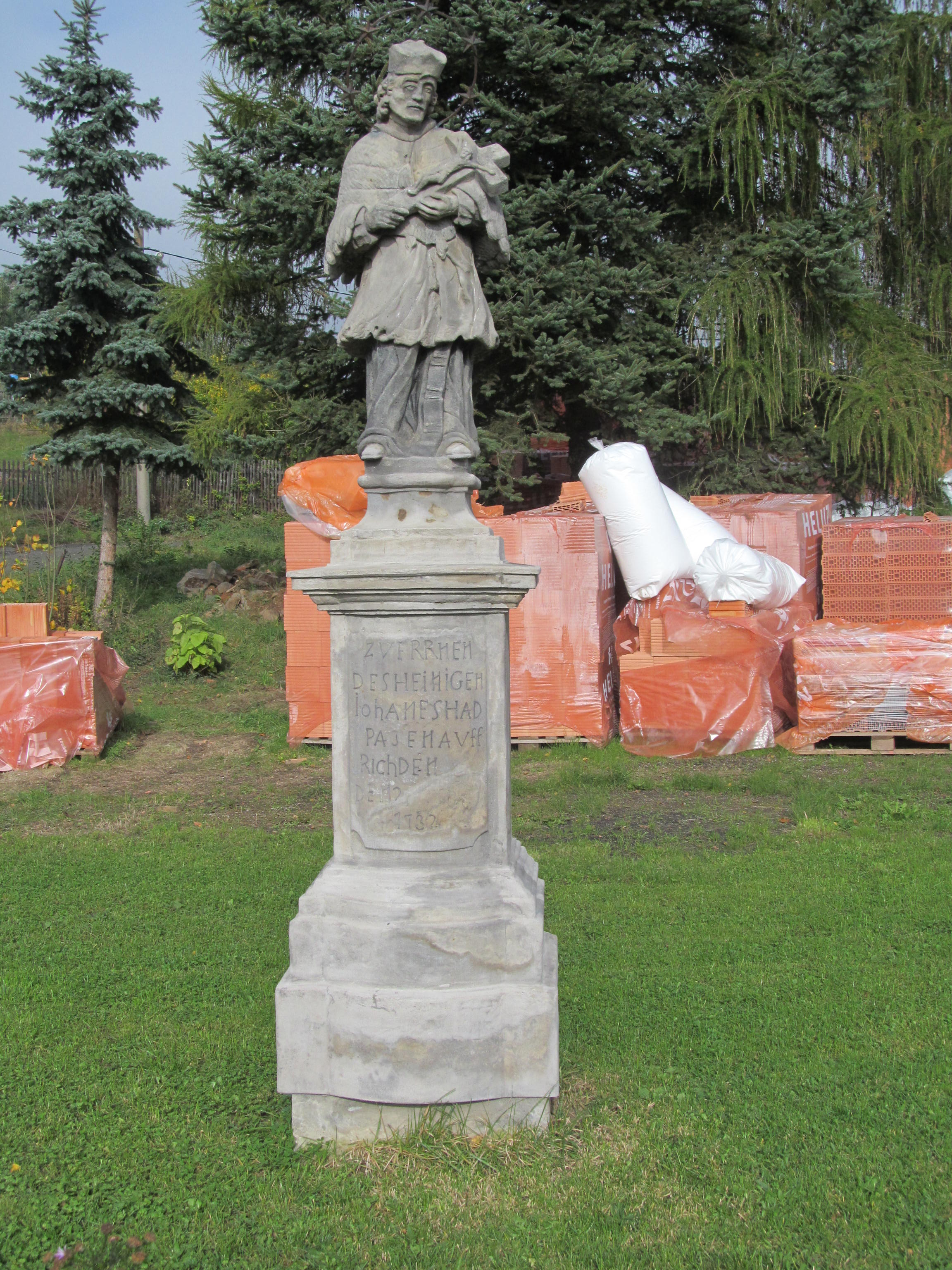
Plastika sv. Jana Nepomuckého z roku 1732
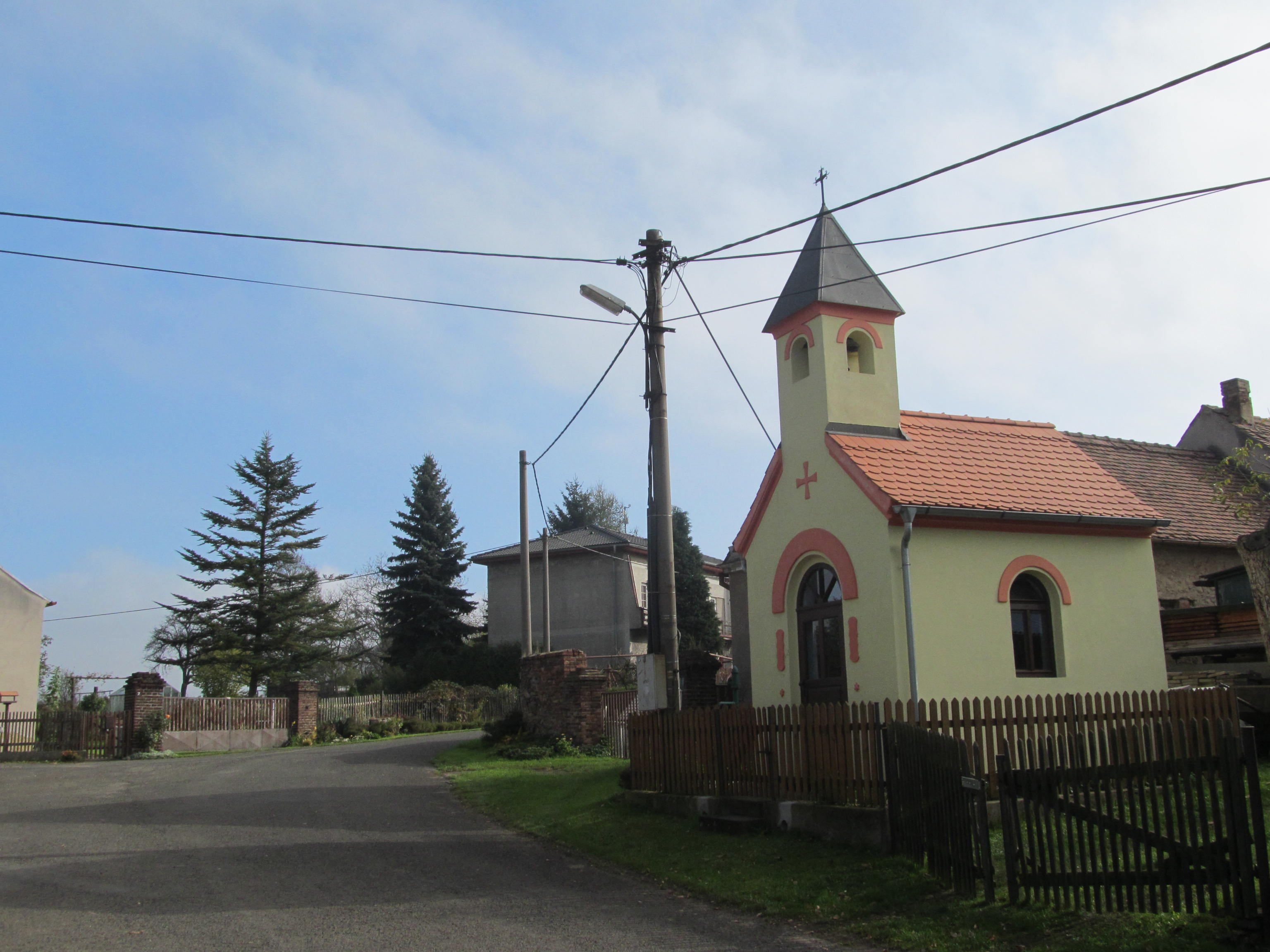
Kaple sv. Antonína z roku 1924